# 索拉尼亚 (帕尔马省)
索拉尼亚 (帕尔马省)（義大利語：Soragna），是意大利帕尔马省的一个市镇。总面积45平方公里，人口4793人，人口密度106.5人/平方公里（2009年）。ISTAT代码为034036。